# Ligne principale Sanyo Electric Railway
Ne doit pas être confondu avec la ligne principale Sanyō de la compagnie JR West.
La ligne principale Sanyo Electric Railway (山陽電気鉄道本線, Sanyō Denki Tetsudō honsen) est une ligne ferroviaire exploitée par la compagnie Sanyo Electric Railway au Japon. Cette ligne reliant Kobe à Himeji constitue avec la ligne Hanshin Kobe Kosoku et la ligne principale Hanshin le service continu du réseau métropolitain de la zone de Osaka, Kobe et Himeji.

## Plan de transport de la ligne
5 types de service sont disponibles sur la ligne principale.
- L'express direct, indiqué comme 直通特急 (Chokutsū-Tokkyū?)
  - L'express direct (rouge), un aller-retour à raison de 2 trains par heure. Ces mêmes trains desservent la gare d' Umeda.
  - L'express direct (jaune), un aller-retour à raison de 2 trains par heure. Ces mêmes trains desservent la gare d' Umeda.
- L'express, indiqué comme 特急 (Tokkyū?), 2 allers et 4 retours par jour Higashi-Futami - Himeji. Un aller Kōbe - Himeji, desserve la gare de Kōbe.
- L'express de Hanshin, indiqué comme 阪神特急 (Hanshin-Tokkyū?), un aller-retour Nishidai - Sumaura-kōen à raison de 2 trains par heure. Ces mêmes trains desservent la gare d'Umeda.
- Le S-express, indiqué comme Ｓ特急 (Es-Tokkyu?)
  - des allers Nishidai - Himeji à raison de 2-3 trains par heure seulement à partir de 22 heures 30. Ces mêmes trains desservent la gare de Hanshin-Sannomiya.
  - des retours Nishidai - Takasago à raison de 4-5 trains par heure seulement pendant les heures de pointe. Ces mêmes trains desservent la gare de Hanshin-Sannomiya. Un retour Nishidai - Himeji.
- L'omnibus, indiqué comme Local (普通, Futsū?), qui s'arrête à toutes les stations.
  - Un aller-retour Suma - Himeji à raison de 4 trains par heure. Une moitier desserve la gare Hankyu-Sannomiya, et quelques desservent la gare Hanshin-Sannomiya.

## Liste des gares
D'une longueur de 54,7 km, la ligne comporte 43 gares.
- （※） Arrêt seulement en heure de pointe (Matin et soir).
- Les trains de type Local s'arrêtent à toutes les gares.
- Les trains S-express sont sur la colonne S.E
- Les trains express Hanshin sont sur la colonne H.E
- Les trains express sont sur la colonne E
- Les trains express direct (jaune) sont sur la colonne D.J
- Les trains express direct (rouge) sont sur la colonne D.R

| Numéro | Gare                     | Nom japonais | Distance entre chaque gare | Distance depuis Nishidai | S.E | H.E | E | D.J   | D.R   | Correspondances                                                                          | Localisation | Localisation        | Localisation |
| ------ | ------------------------ | ------------ | -------------------------- | ------------------------ | --- | --- | - | ----- | ----- | ---------------------------------------------------------------------------------------- | ------------ | ------------------- | ------------ |
| SY 01  | Nishidai                 | 西代         | -                          | 0,0                      |     |     |   |       |       | Hanshin : Kobe Kosoku (interconnexion)                                                   | Nagata, Kobe | Préfecture de Hyōgo |              |
| SY 02  | Itayado                  | 板宿         | 1,0                        | 1,0                      |     |     |   |       |       | Métro municipal de Kobe : ligne Seishin-Yamate                                           | Suma, Kobe   | Préfecture de Hyōgo |              |
| SY 03  | Higashi-Suma             | 東須磨       | 0,8                        | 1,8                      |     |     |   |       |       |                                                                                          | Suma, Kobe   | Préfecture de Hyōgo |              |
| SY 04  | Tsukimiyama              | 月見山       | 0,8                        | 2,6                      |     |     |   |       |       |                                                                                          | Suma, Kobe   | Préfecture de Hyōgo |              |
| SY 05  | Sumadera (ja)            | 須磨寺       | 0,7                        | 3,3                      |     |     |   |       |       |                                                                                          | Suma, Kobe   | Préfecture de Hyōgo |              |
| SY 06  | Sanyo Suma               | 山陽須磨     | 0,4                        | 3,7                      |     |     |   |       |       | JR West : ligne JR Kobe (à Suma)                                                         | Suma, Kobe   | Préfecture de Hyōgo |              |
| SY 07  | Sumaura-Kōen             | 須磨浦公園   | 1,4                        | 5,1                      |     |     |   |       |       |                                                                                          | Suma, Kobe   | Préfecture de Hyōgo |              |
| SY 08  | Sanyo Shioya             | 山陽塩屋     | 1,7                        | 6,8                      |     |     |   |       |       | JR West : ligne JR Kobe (à Shioya)                                                       | Tarumi, Kobe | Préfecture de Hyōgo |              |
| SY 09  | Takinochaya              | 滝の茶屋     | 1,0                        | 7,8                      |     |     |   | （※） | （※） |                                                                                          | Tarumi, Kobe | Préfecture de Hyōgo |              |
| SY 10  | Higashi-Tarumi           | 東垂水       | 0,8                        | 8,6                      |     |     |   |       |       |                                                                                          | Tarumi, Kobe | Préfecture de Hyōgo |              |
| SY 11  | Sanyo Tarumi             | 山陽垂水     | 1,0                        | 9,6                      |     |     |   |       |       | JR West : ligne JR Kobe (à Tarumi)                                                       | Tarumi, Kobe | Préfecture de Hyōgo |              |
| SY 12  | Kasumigaoka              | 霞ヶ丘       | 1,1                        | 10,7                     |     |     |   |       |       |                                                                                          | Tarumi, Kobe | Préfecture de Hyōgo |              |
| SY 13  | Maiko-Kōen               | 舞子公園     | 0,8                        | 11,5                     |     |     |   |       |       | JR West : ligne JR Kobe (à Maiko)                                                        | Tarumi, Kobe | Préfecture de Hyōgo |              |
| SY 14  | Nishi-Maiko              | 西舞子       | 0,9                        | 12,4                     |     |     |   |       |       |                                                                                          | Tarumi, Kobe | Préfecture de Hyōgo |              |
| SY 15  | Ōkuradani                | 大蔵谷       | 1,9                        | 14,3                     |     |     |   |       |       |                                                                                          | Akashi       | Préfecture de Hyōgo |              |
| SY 16  | Hitomarumae              | 人丸前       | 0,6                        | 14,9                     |     |     |   |       |       |                                                                                          | Akashi       | Préfecture de Hyōgo |              |
| SY 17  | Sanyo Akashi             | 山陽明石     | 0,8                        | 15,7                     |     |     |   |       |       | JR West : ligne JR Kobe (à Akashi)                                                       | Akashi       | Préfecture de Hyōgo |              |
| SY 18  | Nishi-Shimmachi          | 西新町       | 1,2                        | 16,9                     |     |     |   |       |       |                                                                                          | Akashi       | Préfecture de Hyōgo |              |
| SY 19  | Hayashisaki-Matsuekaigan | 林崎松江海岸 | 1,5                        | 18,4                     |     |     |   |       |       |                                                                                          | Akashi       | Préfecture de Hyōgo |              |
| SY 20  | Fujie                    | 藤江         | 2,0                        | 20,4                     |     |     |   |       |       |                                                                                          | Akashi       | Préfecture de Hyōgo |              |
| SY 21  | Nakayagi                 | 中八木       | 1,4                        | 21,8                     |     |     |   |       |       |                                                                                          | Akashi       | Préfecture de Hyōgo |              |
| SY 22  | Eigashima                | 江井ヶ島     | 1,7                        | 23,5                     |     |     |   |       |       |                                                                                          | Akashi       | Préfecture de Hyōgo |              |
| SY 23  | Nishi-Eigashima          | 西江井ヶ島   | 1,4                        | 24,9                     |     |     |   |       |       |                                                                                          | Akashi       | Préfecture de Hyōgo |              |
| SY 24  | Sanyo Uozumi             | 山陽魚住     | 0,7                        | 25,6                     |     |     |   |       |       |                                                                                          | Akashi       | Préfecture de Hyōgo |              |
| SY 25  | Higashi-Futami           | 東二見       | 1,7                        | 27,3                     |     |     |   |       |       |                                                                                          | Akashi       | Préfecture de Hyōgo |              |
| SY 26  | Nishi-Futami             | 西二見       | 1,3                        | 28,6                     |     |     |   |       |       |                                                                                          | Akashi       | Préfecture de Hyōgo |              |
| SY 27  | Harimachō                | 播磨町       | 1,3                        | 29,9                     |     |     |   |       |       |                                                                                          | Harima       | Préfecture de Hyōgo |              |
| SY 28  | Befu                     | 別府         | 2,3                        | 32,2                     |     |     |   |       |       |                                                                                          | Kakogawa     | Préfecture de Hyōgo |              |
| SY 29  | Hamanomiya               | 浜の宮       | 1,9                        | 34,1                     |     |     |   |       |       |                                                                                          | Kakogawa     | Préfecture de Hyōgo |              |
| SY 30  | Onoenomatsu              | 尾上の松     | 1,4                        | 35,5                     |     |     |   |       |       |                                                                                          | Kakogawa     | Préfecture de Hyōgo |              |
| SY 31  | Takasago                 | 高砂         | 1,8                        | 37,3                     |     |     |   |       |       |                                                                                          | Takasago     | Préfecture de Hyōgo |              |
| SY 32  | Arai                     | 荒井         | 1,2                        | 38,5                     |     |     |   | （※） | （※） |                                                                                          | Takasago     | Préfecture de Hyōgo |              |
| SY 33  | Iho                      | 伊保         | 1,2                        | 39,7                     |     |     |   |       |       |                                                                                          | Takasago     | Préfecture de Hyōgo |              |
| SY 34  | Sanyo Sone               | 山陽曽根     | 1,6                        | 41,3                     |     |     |   |       |       |                                                                                          | Takasago     | Préfecture de Hyōgo |              |
| SY 35  | Ōshio                    | 大塩         | 1,5                        | 42,8                     |     |     |   |       |       |                                                                                          | Himeji       | Préfecture de Hyōgo |              |
| SY 36  | Matogata                 | 的形         | 1,4                        | 44,2                     |     |     |   |       |       |                                                                                          | Himeji       | Préfecture de Hyōgo |              |
| SY 37  | Yaka                     | 八家         | 2,0                        | 46,2                     |     |     |   |       |       |                                                                                          | Himeji       | Préfecture de Hyōgo |              |
| SY 38  | Shirahamanomiya          | 白浜の宮     | 1,4                        | 47,6                     |     |     |   | （※） | （※） |                                                                                          | Himeji       | Préfecture de Hyōgo |              |
| SY 39  | Mega                     | 妻鹿         | 1,4                        | 49,0                     |     |     |   |       |       |                                                                                          | Himeji       | Préfecture de Hyōgo |              |
| SY 40  | Shikama                  | 飾磨         | 1,9                        | 50,9                     |     |     |   |       |       | Sanyo Electric Railway : ligne Aboshi                                                    | Himeji       | Préfecture de Hyōgo |              |
| SY 41  | Kameyama                 | 亀山         | 1,4                        | 52,3                     |     |     |   |       |       |                                                                                          | Himeji       | Préfecture de Hyōgo |              |
| SY 42  | Tegara                   | 手柄         | 1,1                        | 53,4                     |     |     |   |       |       |                                                                                          | Himeji       | Préfecture de Hyōgo |              |
| SY 43  | Sanyo Himeji             | 山陽姫路     | 1,3                        | 54,7                     |     |     |   |       |       | JR West : ligne Shinkansen Sanyō, ligne JR Kobe, ligne Sanyō, ligne Bantan, ligne Kishin | Himeji       | Préfecture de Hyōgo |              |

## Materiel

### En propre

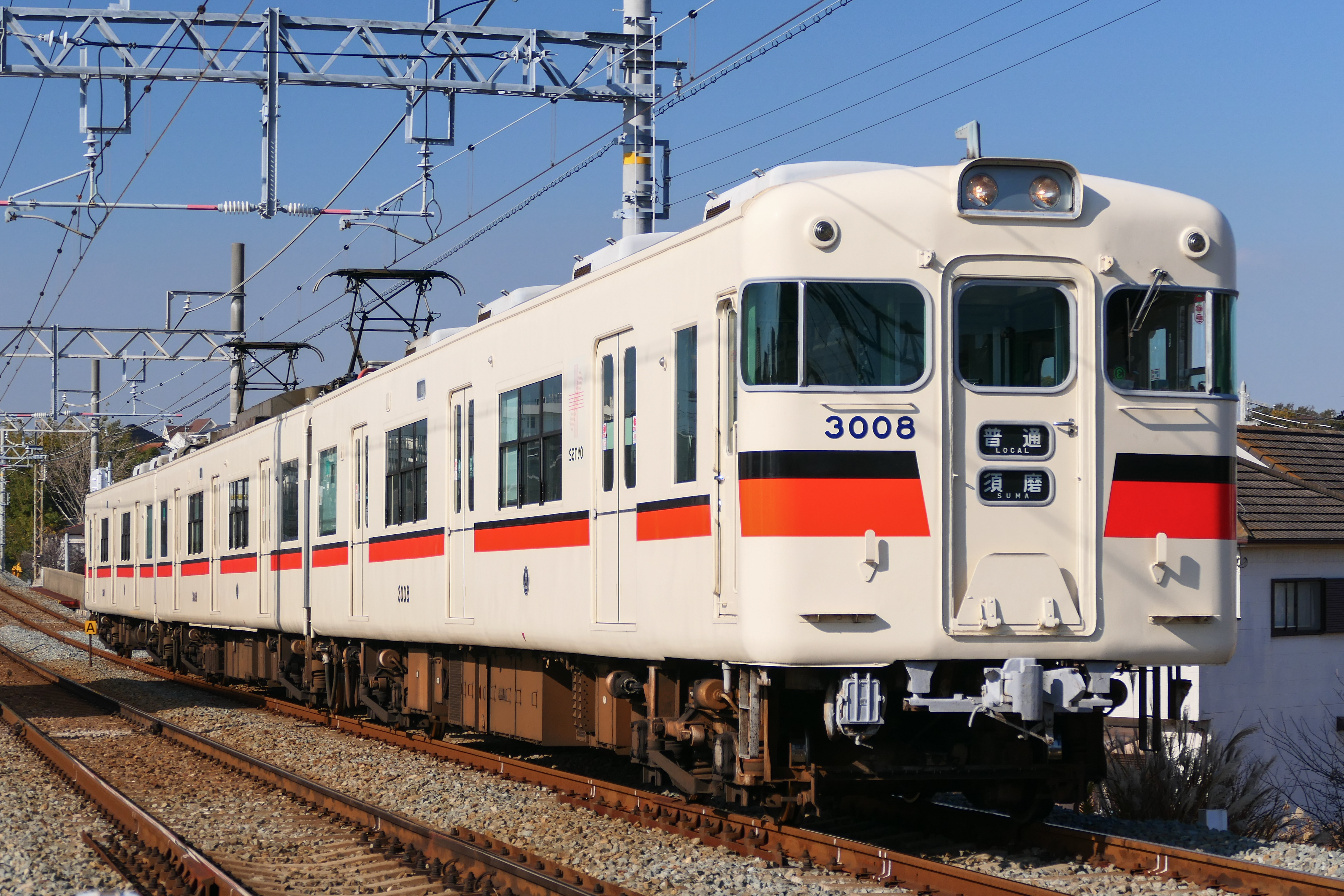
Sanyo Electric Railway série 3000
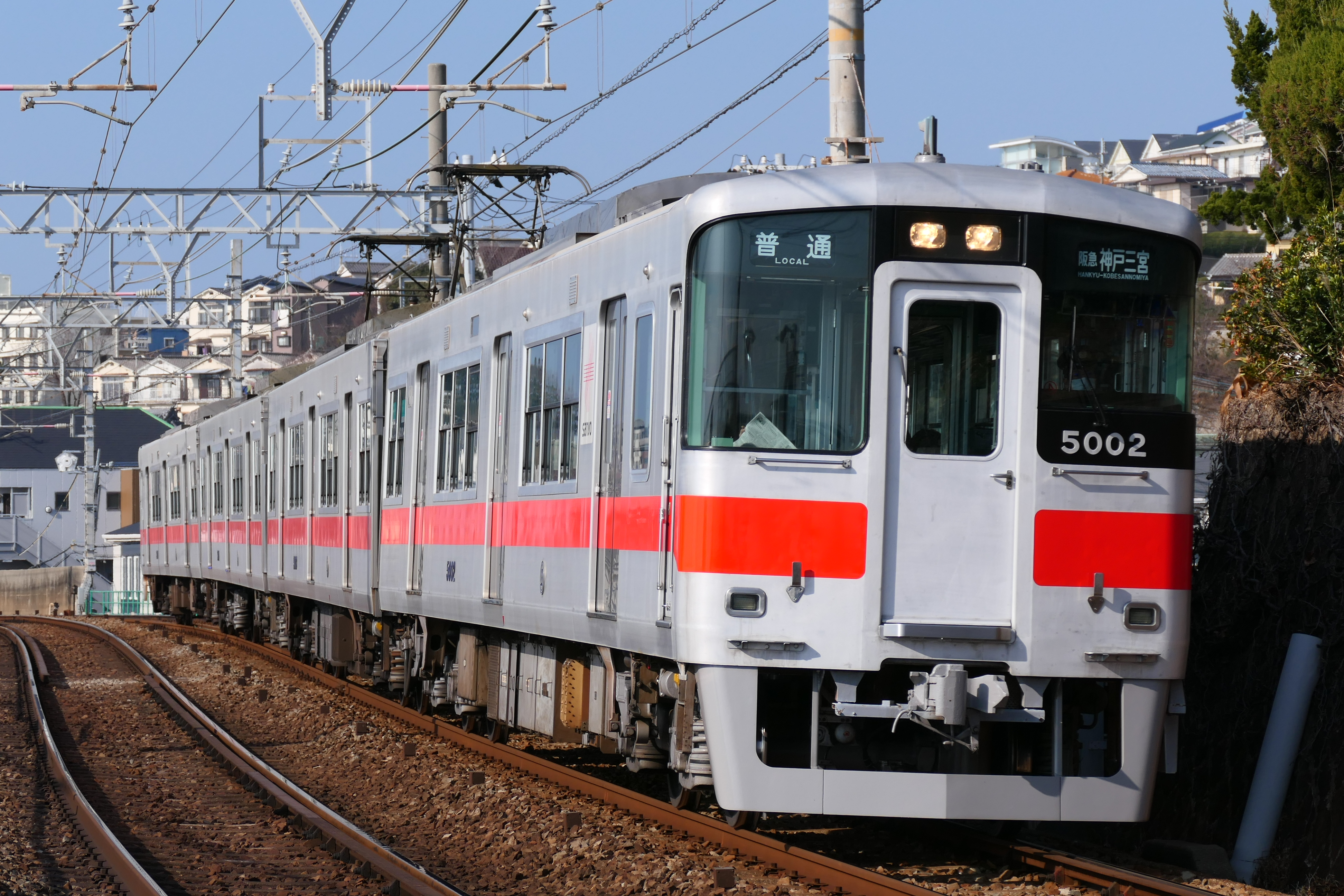
Sanyo Electric Railway série 5000
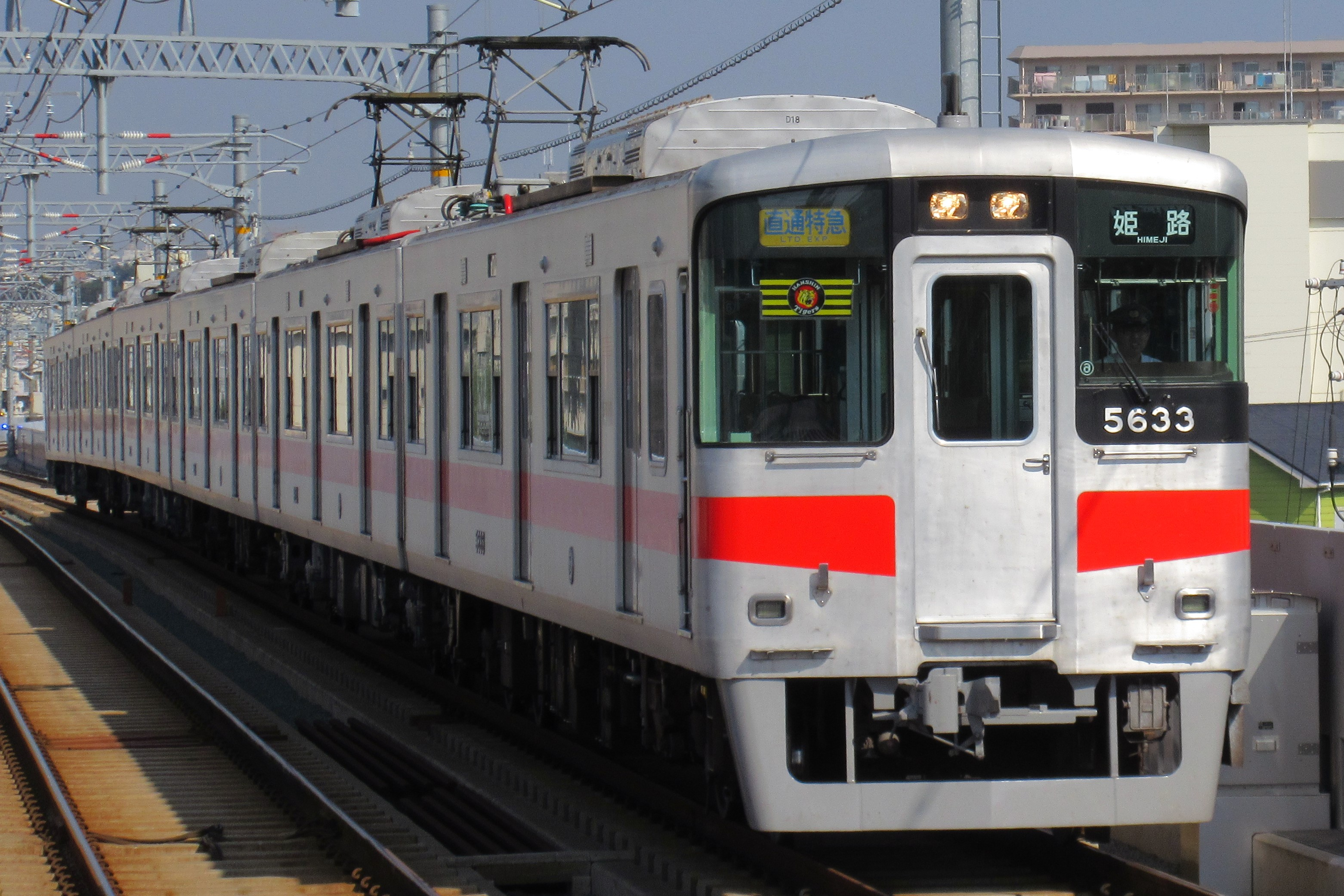
Sanyo Electric Railway série 5030
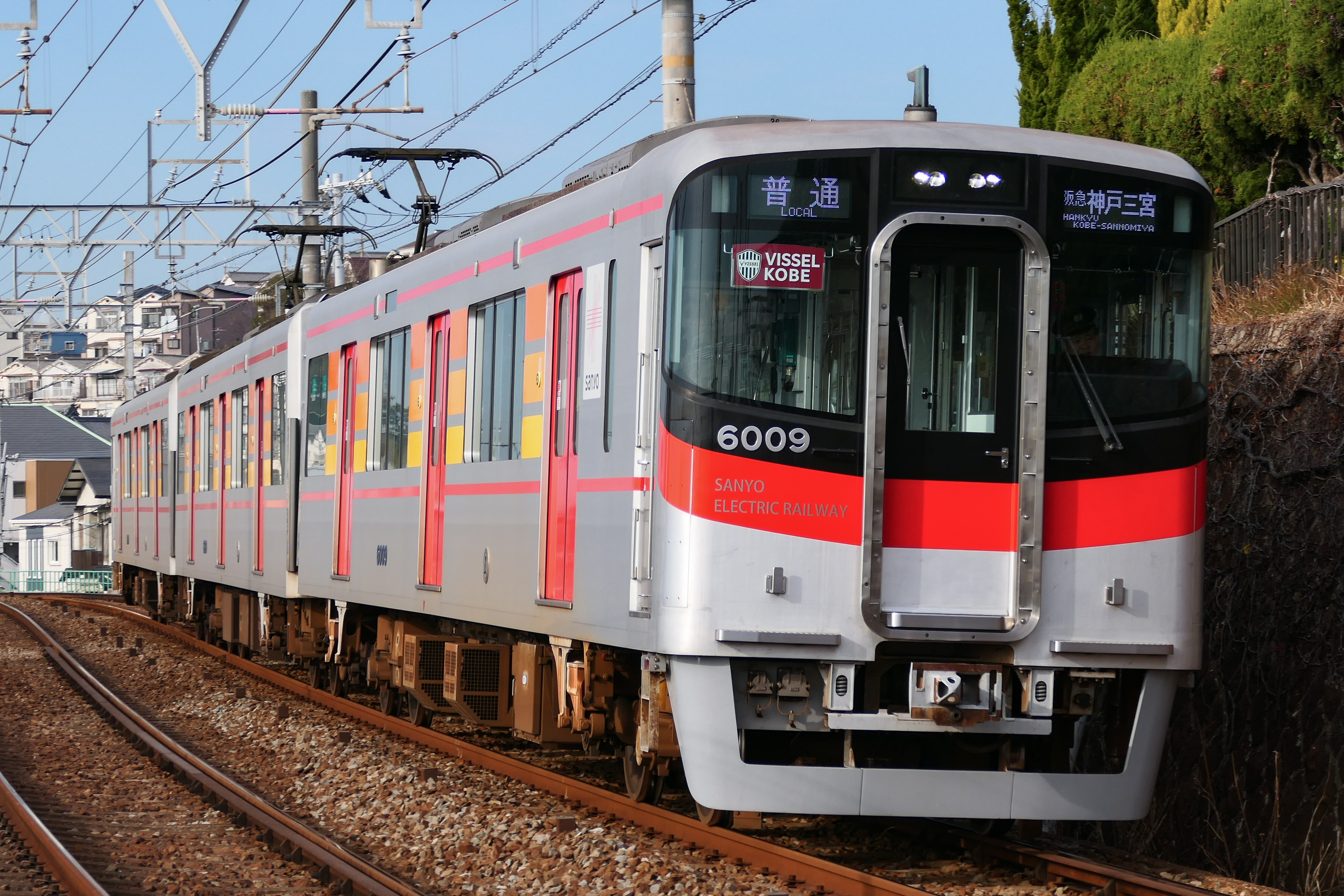
Sanyo Electric Railway série 6000

### Interconnexion

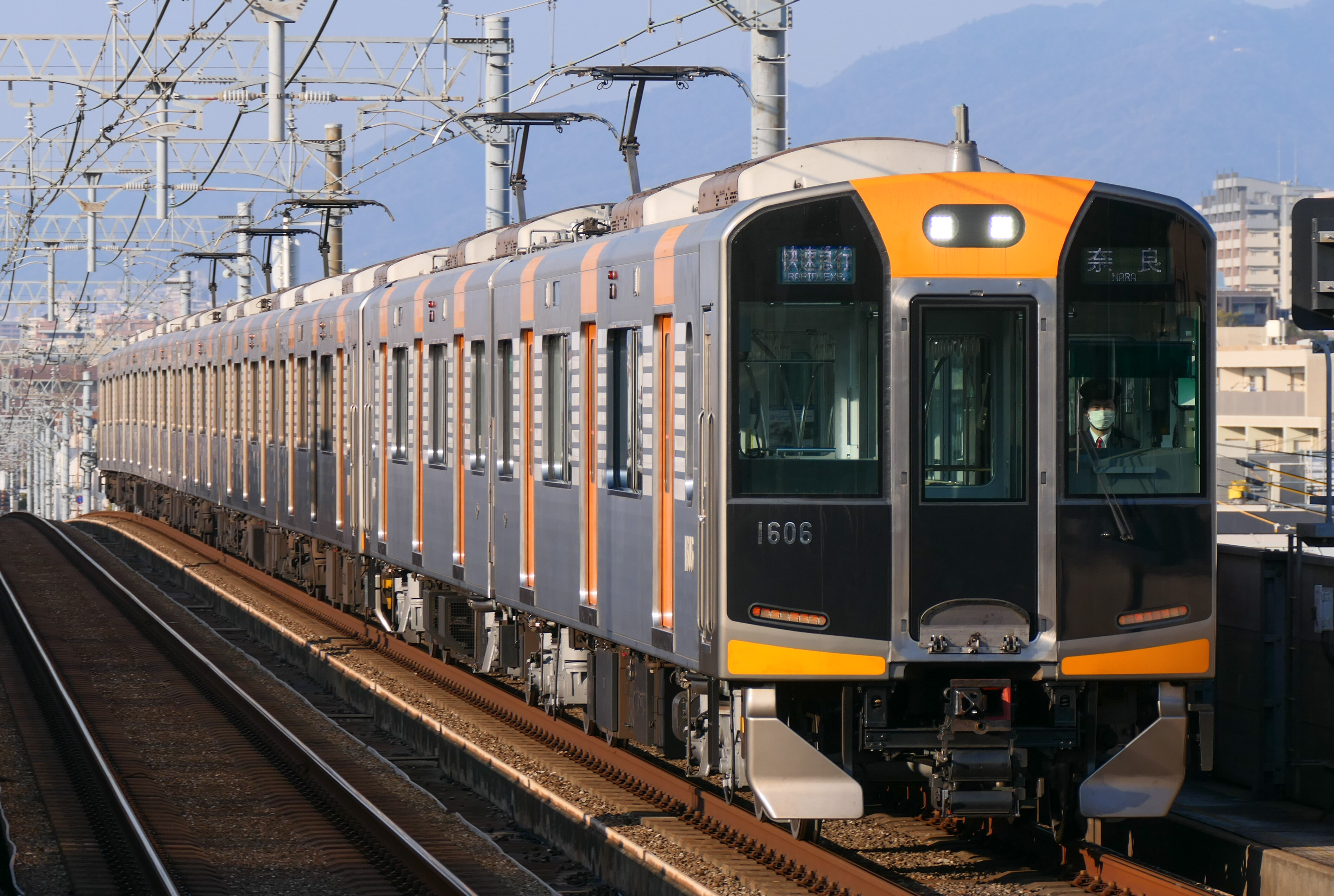
Hanshin série 1000
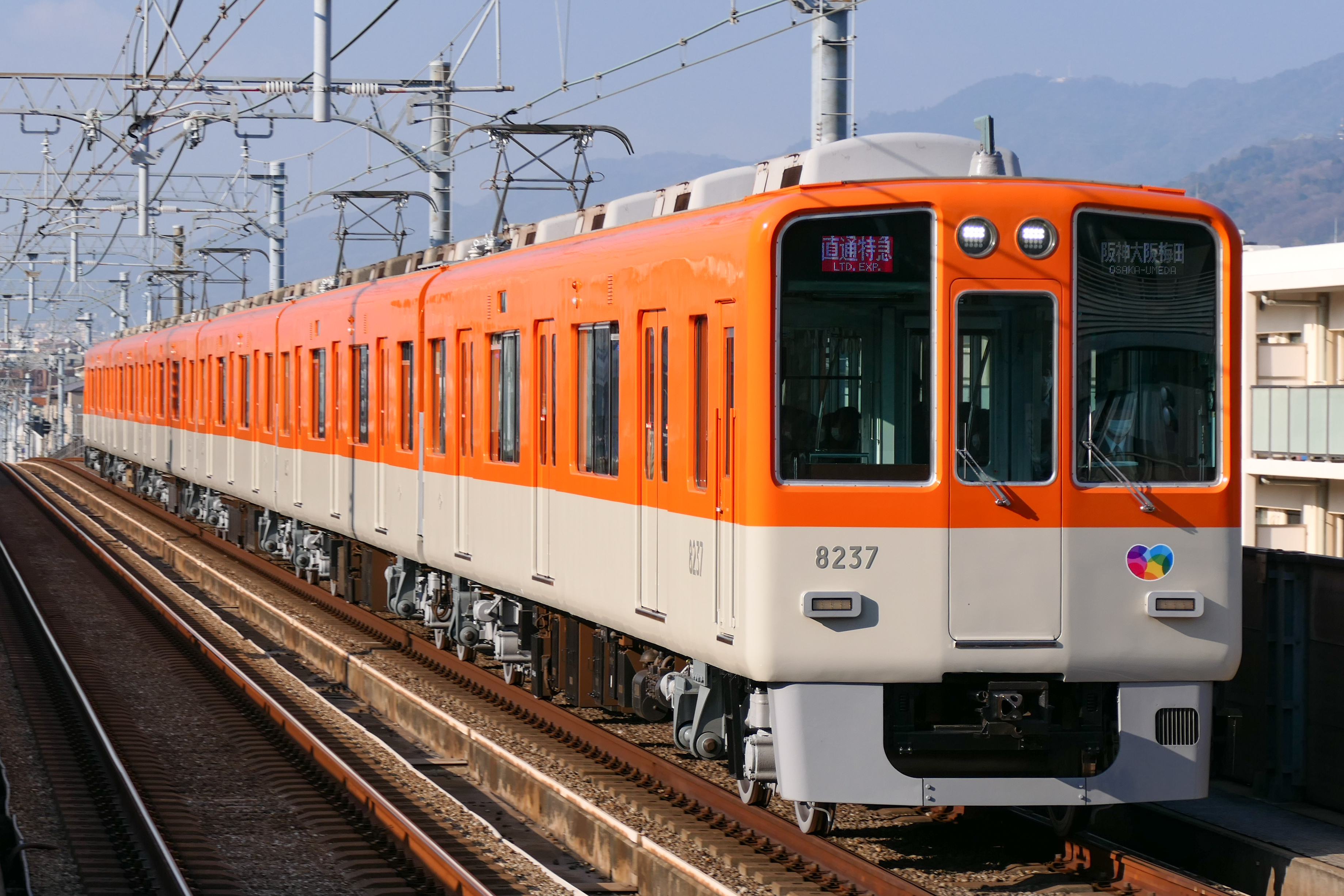
Hanshin série 8000
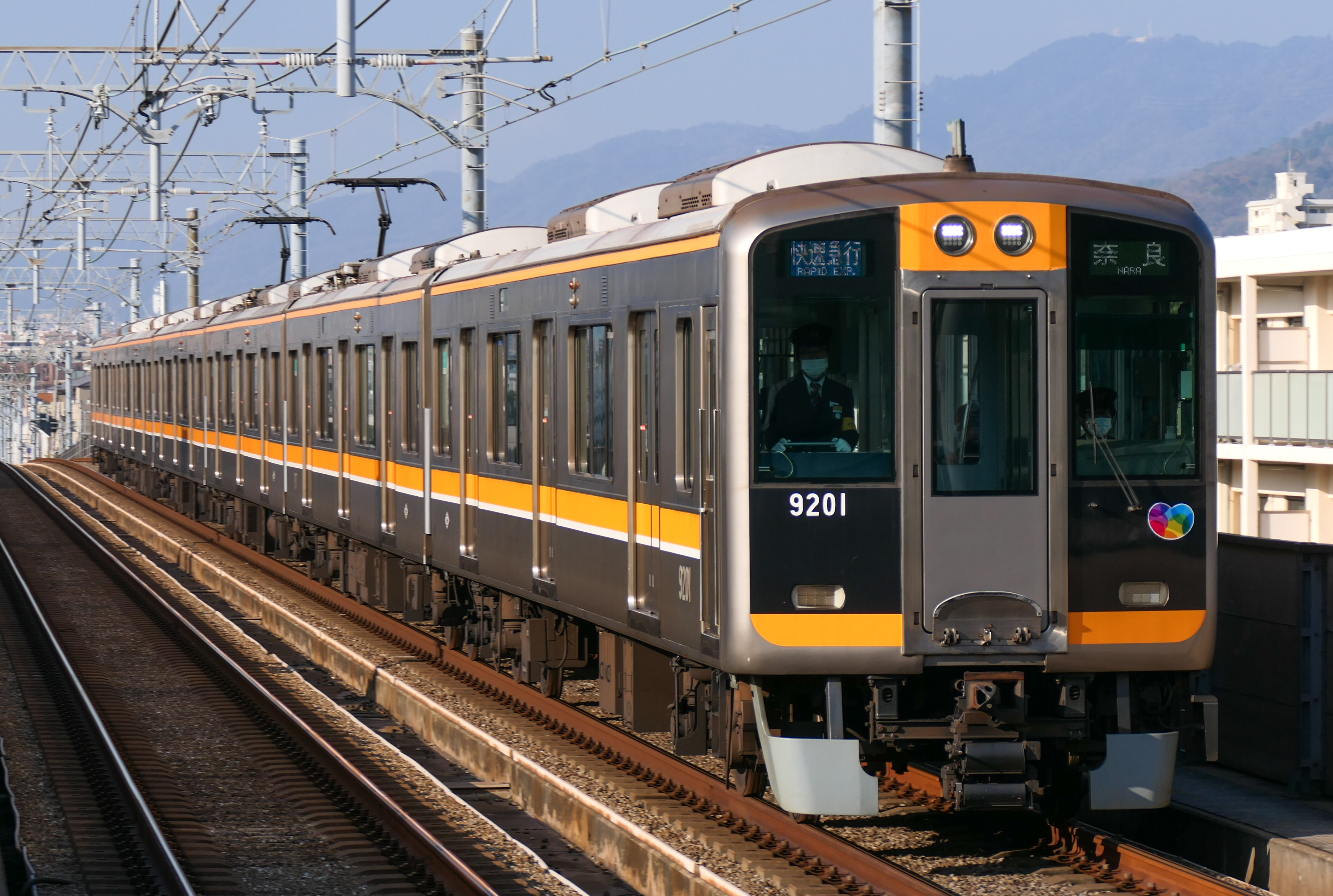
Hanshin série 9000
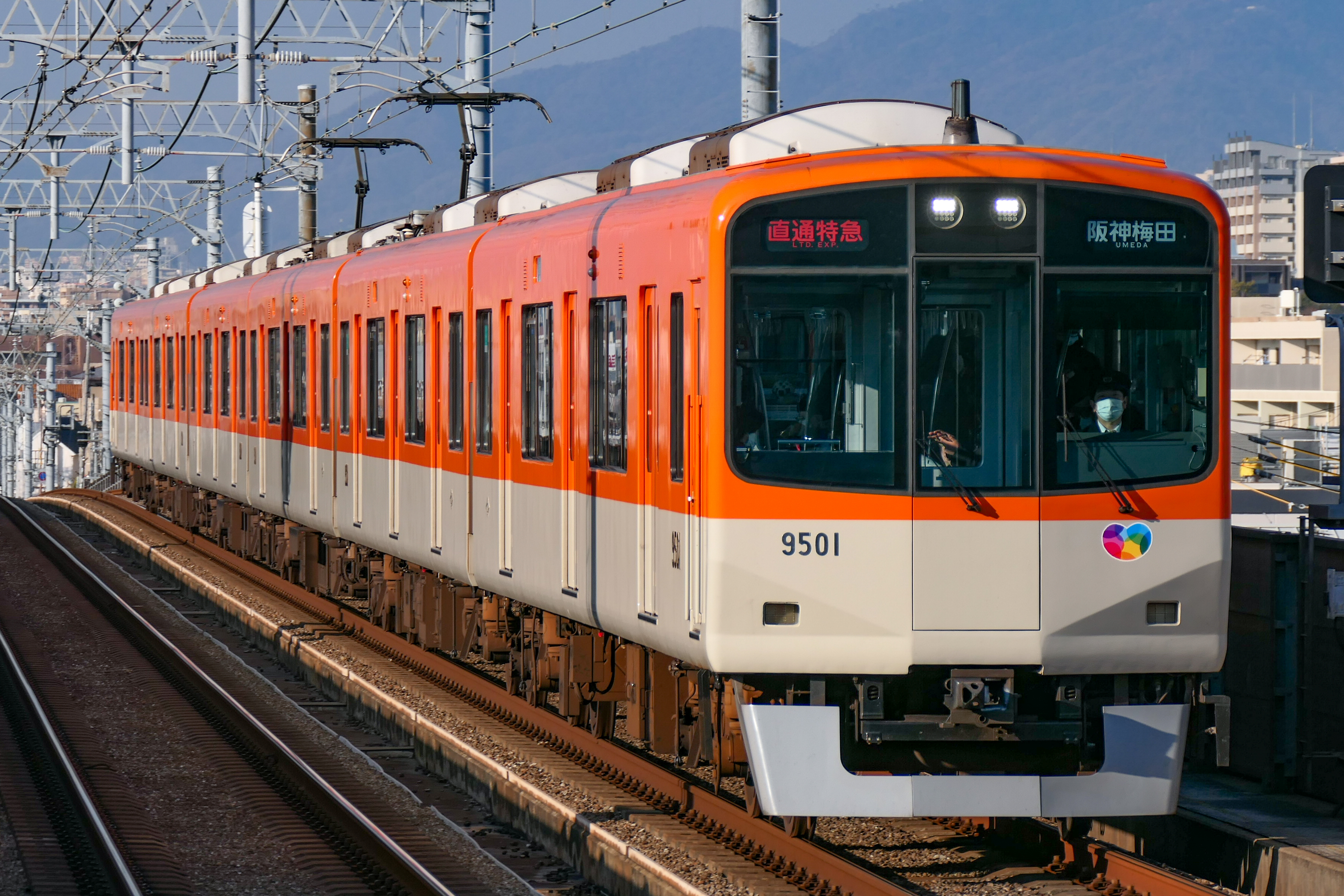
Hanshin série 9300